# Logan Miller
Logan Miller (Englewood, Colorado, 18 de febrero de 1992) es un actor estadounidense. Es conocido por su papel de Carter Grant en la película Scouts Guide to the Zombie Apocalypse (2015) y en la serie original de Disney XD, I'm in the Band, interpretando a Tripp Campbell.

## Biografía
Miller nació en Englewood, Colorado el 18 de febrero de 1992, y actualmente vive en Dallas, Texas. Él participó en la película Ghosts of Girlfriends Past (2009) haciendo el papel de Connor Mead, la versión más joven del personaje de Matthew McConaughey. Él obtuvo el papel protagonista en la serie de Disney XD, Estoy en la banda interpretando a Tripp Campbell, un adolescente fan de la legendaria banda Iron Weasel, quien gana una cena con ellos y luego se transforma en el guitarrista adolescente. Fue protagonista en la película de televisión The Norton Avenue All-Stars (2008). También hizo una aparición en un episodio de I Hate My Teenage Daughter (2011). Realiza la voz de Sam Alexander / Nova en Ultimate Spiderman, Guardianes de la Galaxia, entre otros.

## Filmografía

### Películas
| Año  | Título                                | Rol                    | Notas             |
| ---- | ------------------------------------- | ---------------------- | ----------------- |
| 2009 | Ghosts of Girlfriends Past            | Adolescente Connor     |                   |
| 2009 | Arthur y la venganza de Maltazard     | Jake (voz)             | Película animada  |
| 2011 | Disney's Friends for Change Games     | Él mismo               | Equipo amarillo   |
| 2012 | El brazo                              | Amigo                  | Cortometraje      |
| 2012 | Would You Rather                      | Raleigh                |                   |
| 2012 | Sin Anillar                           | Josh                   | Cortometraje      |
| 2013 | +1                                    | Teddy                  |                   |
| 2013 | Deep Powder                           | Crash                  |                   |
| 2013 | The Bling Ring                        | Chico en fiesta        |                   |
| 2013 | Night Moves                           | Dylan                  |                   |
| 2015 | Take Me to the River                  | Ryder                  |                   |
| 2015 | Experimento en la cárcel de Stanford  | Jerry Sherman          |                   |
| 2015 | Scouts Guide to the Zombie Apocalypse | Carter                 | Papel principal   |
| 2016 | The Good Neighbor                     | Ethan                  |                   |
| 2017 | A Dog's Purpose                       | Todd                   |                   |
| 2017 | Before I Fall                         | Kent McFuller          |                   |
| 2017 | The Scent of Rain & Lightning         | Colin Croyle           |                   |
| 2017 | Tilt                                  | Distribuidor de hongos | Rol no acreditado |
| 2017 | The Wonders of Nature                 | Logan                  | Cortometraje      |
| 2018 | Being Frank                           |                        |                   |
| 2018 | Love, Simon                           | Martin Addison         |                   |
| 2019 | Escape Room                           | Ben Miller             | Elenco principal  |
| 2019 | We Summon the Darkness                | Kovacs                 |                   |
| 2019 | Prey                                  | Toby Burns             |                   |
| 2019 | Morningside Court                     | Logan                  | Cortometraje      |
| 2020 | Shithouse                             | Sam                    |                   |
| 2021 | Escape Room 2                         | Ben Miller             | Elenco principal  |

### Televisión
| Año       | Título                            | Rol                                    | Notas                                                                           |
| --------- | --------------------------------- | -------------------------------------- | ------------------------------------------------------------------------------- |
| 2008      | The Norton Avenue All-Stars       | Drew Apple                             | Película de TV                                                                  |
| 2009-2011 | Estoy en la banda                 | Tripp Campbell                         | Rol principal                                                                   |
| 2010-2011 | Phineas y Ferb                    | Johnny (voz)                           | 2 episodios: «Skiddley Whiffers/Tour de Ferb» / «Split Personality/Brain Drain» |
| 2011      | I Hate My Teenage Daughter        | Cazador                                | Episodio: «Teenage Dating»                                                      |
| 2012      | Awake                             | Cole                                   | 3 episodios                                                                     |
| 2012-2017 | Ultimate Spider-Man               | Nova / Sam Alexander / Lil Flash (voz) | Rol regular; 55 episodios                                                       |
| 2012      | Grimm                             | Pierce Higgins                         | Episodio: «The Other Side»                                                      |
| 2013      | Childrens Hospital                | Chase McKeever                         | Episodio: «The C-Word»                                                          |
| 2014      | Growing Up Fisher                 | Anthony Hooper                         | 4 episodios                                                                     |
| 2015      | Dog with a Blog                   | Eric                                   | Episodio: «Guess Who's a Cheater»                                               |
| 2016      | The Special Without Brett Davis   | -                                      | Episodio: «Kaiju Big Battel»                                                    |
| 2016-2017 | The Walking Dead                  | Benjamin                               | 4 episodios                                                                     |
| 2017      | DCS                               | Wrigley                                |                                                                                 |
| 2017-2019 | Guardianes de la Galaxia          | Sam Alexander / Nova                   | 11 episodios                                                                    |
| 2018      | It's Always Sunny in Philadelphia | Aidan                                  | Episodio: «The Gang Gets New Wheels»                                            |
| 2019      | Veronica Mars                     | Simon                                  | 2 episodios                                                                     |
| 2020      | Room 104                          | Logan                                  | Episodio: «The Murderer»                                                        |

## Videojuegos
| Año  | Título                               | Personaje            | Notas |
| ---- | ------------------------------------ | -------------------- | ----- |
| 2013 | Marvel Heroes                        | Nova / Sam Alexander | Voz   |
| 2014 | Disney Infinity: Marvel Super Heroes | Nova / Sam Alexander | Voz   |
| 2015 | Disney Infinity 3.0                  | Nova / Sam Alexander | Voz   |